# Гейган, Саймон
Саймон Патрик Гейган (англ. Simon Patrick Geoghegan, родился 1 сентября 1968 в Небуорте) — ирландский регбист, выступавший на позиции вингера.

## Биография
Уроженец города Небуорт графства Хартфордшир. Отец — уроженец города Голуэй, дед по отцовской занимался хёрлингом и играл в финале Чемпионата Ирландии 1929 года. Окончил колледж Святого Эдмунда в Уэйре. По образованию юрист, регби занимался с 1988 года в составе команды «Лондон Уоспс».
В профессиональном регби Гейган дебютировал за клуб «Лондон Айриш» после некоторых тренировок в составе молодёжной команды. В одном из тест-матчей он занёс попытку и вынужден был покинуть поле из-за травмы головы. Помимо всего прочего, у него была астма из-за уменьшенного объёма лёгких и вытекающие из этого проблемы с дыханием. В 1994 году он начал изучать право в Лондоне и перешёл в клуб «Бат», с которым выиграл в сезоне 1995/1996 чемпионат Англии. Также защищал цвета команд провинции Коннахт и «Айриш Экзайлс» в чемпионате провинций Ирландии.
В 1991 году Гейган был вызван в сборную Ирландии, за которую мог выступать благодаря ирландским корням. Дебютировал в Кубке пяти наций 1991 года матчем на «Лэнсдаун Роуд» в Дублине против сборной Франции, а в том же году выступил на чемпионате мира в Великобритании. В его активе также игры на чемпионате мира 1995 года. Всего в составе сборной Ирландии Саймон провёл 37 игр и заработал 51 очко. В сборной отличался благодаря умению заносить попытки: так, в 1994 году на Кубке пяти наций в матче против Англии на «Туикенеме» он занёс попытку, которая принесла победу 13:12 ирландцам, а также в одном из эпизодов чисто поборолся против флай-хава Роба Эндрю и заработал для своей команды пенальти в ворота англичан. Играл на чемпионатах мира 1991 и 1995 годов.
В 1993 году Гейгана сенсационно не взяли в состав команды «Британские и ирландские львы», готовившейся к турне по Новой Зеландии: его вытеснили Иан Хантер и Тони Андервуд. Тренер клуба «Лондон Айриш» Хика Райд был неприятно удивлён решением, считая, что Гейган мог выступить в сборной. Его преследовали на протяжении всей своей карьеры различные скандалы. Так, в ноябре 1995 года он сыграл в матче против Фиджи, несмотря на возникшую ночью проблему: коллега по сборной Нил Фрэнсис случайно выпил воду из стакана, где Гейган смачивал линзы.
В 1997 году Гейгана уже решили пригласить в команду, однако он отказался и завершил свою карьеру через год из-за травмы большого пальца. В 2014 году он попал в Зал славы Музея World Rugby за свою блестящую попытку в матче против Англии в 1994 году. В настоящее время Гейган работает риэлтором в Лондоне в компании Rosling King LLP.